# Ruptura dijafragme
Ruptura dijafragme (prečage), je rascep ili prekid kontinuiteta ovog mišićnog organa lokalizovanog između grudne i trbušne duplje uzrokovan delovanjem tupe mehaničke sile. Kako se u svakodnevnoj praksi ova povreda javlja retko često se previdi zbog, zbrinjavanja životno ugrožavajućih ili višestrukih povreda.
Budući da je pritisak koji vlada u trbušnoj šupljini veći nego u grudnoj duplji, rascep dijafragme često je povezana sa hernijacijom trbušnih organa u grudnu šupljinu, koja nosi naziv traumatska dijafragmalna hernija ili kila. Kako ova hernija može ometati disanje i narušiti dotok krvi do organa koji prolabiraju kroz hernijaciju na dijafragmi, ona može ozbiljno ugroziti život povređenog bolesnika.

## Istorija
Prvi put je traumom izazvana ruptura dijafragme opisana 1541. od strane Sennertus-a. Međutim trebalo je da prođe više od 300 godina kada je prvi put uspešno zbrinuta 1886. od stranke Riolfija. 
Iako je sa svih aspekata analizirana traumatska ruptura dijafragme počev od strane Hood-a 1971. do danas postoje brojni kontraverzni stavovi o optimalnom načinu dijagnostikovanja, učestalosti u odnosu na stranu povređivanja, najčešćem mehanizmu koji dovodi do rupture dijafragme, kao i izboru metode lečenja.

## Epidemiologija
Traumom izazvana ruptura dijafragme je retka povreda, koja je u 75% slučajeva posledica tupe a u 25% penetrantne torakoabdominalne povrede. Kod traumatskih ruptura dijafragme njena incidenca kod bolnički lečenih pacijenata iznosi 0.8 - 1.6%, mada se kod težih povreda incidenca može biti od 4.5%.
Veća učestalost rupture opisuje se kod leve (60%; 68.5%; 85%) u odnosu na rupturu desne hemidijafragme (25%; 24.2%; 15%), najverovatnije zbog toga što jetrea štiti dijafragmu od povredivanja. Osim toga veća prevalenca levostrane rupture može biti posledica mišićne slabosti koja je embriološki determinisana.
Učestalost obostrane rupture, prema različitim studijama iznosi 3 - 5%, a neki autori navode znatno veću prevalencu od 15%.

## Etiopatogeneza
Gradijent pritiska, izmedju abdominalnog prostora i grudne šupljine, u mirovanju kreće se od 7 do 20 cm vodenog stuba ali pri naporu i forsiranom disanju može iznositi i 100 cm vodenog stuba. Ta razlika pritisaka, utiče tako da abdominalni organi, prolaze kroz rascep na dijafragmi u grudni koš. Porast intraabdominalnog pritiska, uzrokovan edemom creva i/ili hemoragijom, dodatno doprinosi nastanku hernijacije6. Ruptura dijafragme, i hernijacija abdominalnih organa u grudni koš dovodi do hemodinamskih i respiratornih poremećaja usled smanjene funkcije dijafragme (koja je odgovorna za dve trećine disajnog kapaciteta u stojećem stavu), smanjenja efektivnog respiratornog prostora (hernijacija abdominalnih organa, pneumotoraks, hematopneumotoraks, masivni pleuralni izliv), kompresije pluća i pomeranja medijastinuma što otežava dotok krvi u srce.
Većina penetrantnih povreda dijafragme manja je od 2 cm. Medjutim, rupture uzrokovane delovanjem tupe sile na dijafragmu, često su veće od 10 cm i klinički se manifestuju akutnom hernijacijom abdominalnih organa. Mehanizmi rascepa dijafragme, kod tupih povreda, su višestruki. 
Pretpostavlja se da do rupture dijafragme dollazi usled: 
- avulzije pripoja dijafragme,
- razvlačenja elastične membrane
- snažne sile koja se prenosi kroz visceralne organe.[6]

Ruptura dijafragme uzrokovana dejstvom tupe sile retko je izolovana povreda. Najčešće su prisutne i druge povrede: 
- fraktura karlice (40%),
- rupture slezine (25%),
- laceracija jetre (25%)
- rascep grudne aorte (5% do 10%).[7]

## Dijagnoza
Problemi
Tokom dijagnostike ruptura dijafragme je veoma Č esto ostane u senci ozbiljnih udruženih povreda kao što su povrede glave, slezine, srca, pluća, hemoragijski šok, koje odvlače pažnju hirurga, tako da se dijagnoza postavlja u sledećim slučajevima: 
- preoperativno u 42%,
- intraoperativno zadesno ili na obdukciji u 44%,
- odloženo u periodu i do više godina posle traume u oko 14% slučajeva

Dijagnostičke metode
Brojne dijagnostike metode koje služe za postavljanje dijagnoze rupture dijafragme mogu biti:
- konvencionalni i profilni radiogram grudnog koša,
- endoskopske metode, pre svih videoasistirana torakoskopija i laparaskopija.[8]

## Terapija
Urgentan hirurški tretman, nakon inicijalne reanimacije i resuscitacije, zahteva manji broj pacijenata sa rupturom dijafragme u akutnoj fazi, koji se prezentuju masivnim prolapsom unutartrbušnih organa u pleuralni prostor ili luksacijom srca. Ovi pacijenti optimalno se zbrinjavaju laparatomijom, koja veoma retko zahteva i udruženu torakotomiju. Razlog je visoka učestalost udruženih povreda unutartrbušnih organa. Ovakav pristup je većinom potreban kod povreda leve hemidijafragme. 
Kod povreda desne hemidijafragme, naročito posterolateralnih, osim inicijalne laparatomije u znatno većem procentu je potrebna i desna torakotomija da bi se ruptura dijafragme zbrinula i jetra bez posledica reponovala u trbušnu duplju.
U slučaju latentnih ruptura, odnosno ruptura koje se manifestuju ili otkrivaju 48 ili više sati po povređivanju, kao metoda izbora moguće je istovremena primena laparatomije i torakotomije sa jednakim uspehom, jer nema povreda unutartrbušnih organa, odnosno krvavljenja. Torakotomiji se daje prednost kod desnostranih povreda.
Kod povreda koje se kasno prepoznaju ili hirurški leče nakon 7—10 i više dana, intratorakalne adhezije su već formirane i tretman izbora je torakotomija na povređenoj strani. Bez obzira na vreme kada se pristupa hirurškom lečenju najveći broj rascepa dijafragme može se zbrinuti tehnikom direktne suture, koja podrazumeva pojedinačne, povratne šavove, neresorptivnim materijalom (silk ili politetrafluoroetilen 1/0) uz mogućnost dodatnog produžnog šava 2/0 politetrafluoroetilenom.

## Spoljašnje veze
|  | Molimo Vas, obratite pažnju na važno upozorenje u vezi sa temama iz oblasti medicine (zdravlja). |